# Metrópolis autónoma ortodoxa de América y las Islas Británicas
La Metrópolis autónoma ortodoxa de América y las Islas Británicas, también auto-denominada como la "genuina Iglesia ortodoxa en América y occidente", o sencillamente Metrópolis autónoma de América e Islas británicas, es una eparquía parte de los grupos denominados como ortodoxos veterocalendaristas, con su sede principal en Nueva York y Nueva Jersey (EE. UU.) fundada en febrero del 2011.  Es administrada por el Arzobispo Metropolitano John (Lobue) junto con un vicariato de seis obispos. Cuenta con alrededor de 30 comunidades y varias misiones en el territorio de EE. UU., junto con varias otras misiones en Canadá, Latinoamérica, el Caribe y  Gran Bretaña. No se encuentra dentro la díptica reconocida por las sedes patriarcales históricas de la Iglesia ortodoxa (como Constantinopla, Moscú y Antioquía), o de cualquiera de los grupos eclesiásticos en comunión con estos, debido y según a lo que considera esta metrópolis de denominación ortodoxa, dichas sedes se encuentran involucradas, o son activos partícipes dentro del movimiento ecuménico.

## Antecedentes
El origen previo de esta Metrópolis es debido al desarrollo histórico de una diócesis veterocalendarista, conocida como el "Sínodo de Milán", dirigido por el entonces arzobispo metropolitano Evlogios (Hessler), pero que principalmente estaba protegida por varias jurisdicciones autocéfalas, o autónomas originarias de la Iglesia ortodoxa ucraniana durante el período soviético y apenas terminado este.
En el año 1977, el arzobispo Hilarión (Williams) fue elegido bajo la dirección del Arzobispo Joseph (McCormack), para ejercer su episcopado en el seno la Iglesia ortodoxa ucraniana autocéfala en el exilio en Texas. La abadía del Santo Nombre, el centro espiritual de la archidiócesis de Nueva York y Nueva Jersey, ha sido la continuación de un compuesto monástico que se remonta a más de 100 años de existencia. El Arzobispo John (LoBue) era originalmente el hijo espiritual de Metropolitan William Henry Francis (Brothers, +1979), que en un principio era un clérigo vétero-católico, y que había sido ordenado como un obispo de rito occidental en la catedral de San Nicolás, Nueva York, en 1933, y quien tenía amplios vínculos con Metropolitano Anastasio de ROCOR.
En el año 1978, durante la formación de las primeras comunidades occidentales que dieron antecedentes al mencionado "Sínodo de Milán", un arzobispo griego con el onomástico de Auxentios que estaba identificado con el movimiento vetero-calendarista de corte "florinita", consagró como Obispo al archimandrita Gabriel de Lisboa, quién en 1984, su mismo consagrante, le concedería un Tomos de autonomía, por tanto para concederle a esta comunidad ortodoxa la autonomía eclesiástica como Metrópolis de Europa Occidental. Cabe destacar que la particular identidad litúrgica y vida eclesiástica, comprendida en dichas comunidades, se llevaría a cabo con una notable aplicación de elementos occidentales (de atributos patrísticos o pre-cismáticos), y esto es debido, a la propia identidad cultural de cada uno de los fieles de ya dichas comunidades, comprendida principalmente por convertidos occidentales. A finales de la década de 1980, el ahora metropolitano Gabriel nombra como Canciller de asuntos exteriores de la Metrópolis, al obispo Evlogios (Hessler)
Cabe resaltar también uno de los hechos más importantes para esta diócesis, ocurrido durante el año 1990, producto de las negociaciones del Canciller Evlogios llevadas a cabo con la Iglesia ortodoxa polaca, el Metropolitano Gabriel decide entonces entrar en comunión con dicha iglesia transfiriendo sus parroquias en Portugal a la nueva jerarquía, este hecho repentino llegó a provocar un turbulento estado de agitación en el seno de la diócesis perteneciente al sínodo griego, llevó a la solución para la diócesis occidental de seguir su propio camino eclesiástico, y de elevar al entonces obispo Evlogios al rango de Metropolita para ahora el recién fundado sínodo de Milán, lo que por lo menos en fundamentos teóricos, dicha decisión significaría entonces en la historia de la Iglesia ortodoxa, el restablecimiento de un episcopado ortodoxo en dicha ciudad italiana, años después del Gran cisma.
En 1990, el Sínodo occidental entró en comunión con el metropolitano Mstyslav de la Iglesia Ortodoxa de Ucrania en el exilio, que en 1991 recibiría el título de Patriarca de Kiev. En marzo de 1994, Volodymir I, segundo patriarca en el trono (episcopal) de Kiev, reconoció a la Metrópolis Ortodoxa de Europa Occidental y las Américas, reconociendo así, las resoluciones del Arzobispo Auxencios por medio de un Tomos de Autonomía. Tras la muerte de dicho Patriarca, es entronizado el Patriarca Filaret (Denisenko, quien había sido depuesto de sus órdenes episcopales el 11 de junio de 1992, y posteriormente excomulgado en 1995 por un consejo de obispos de Patriarcado de Moscú) lo que conllevó a los obispos del Sínodo de Milán a separarse de dicha iglesia, y en 1997, los obispos del Sínodo de occidente renombraron a Evlogios como  "metropolitano de Milán y Aquileia".
Durante este período comienza a darse un nuevo impulso en el desarrollo de la Metrópolis, en donde son recibidos en la jurisdicción a los representantes de las diócesis de Texas y Nueva York, a Hillarion (Williams) y a John (Lobue), siendo entonces reconsagrados en sus órdenes episcopales, a consecuencia de las ambigüedades y las deficiencias percibidas para sus sucesiones de obispos mientras estaban en comunión con sus antiguos grupos eclesiásticos.
Desde 1997 hasta el año 2011 la archidiócesis americana de la metrópolis de Occidente era regida por el arzobispo Hillarion (Williams).

## Fundación de la Metrópolis de Nueva York
La Metrópolis Ortodoxa Autónoma de América y las Islas Británicas fue creada, por la concesión de Autonomía recibida por parte del Sínodo de Milán ente el 14 y 27 febrero del año 2011, elevando así al Arzobispo John (LoBue) al rango de Metropolita de América del Norte y del Sur.
El Metropolitano John visitó por primera vez a Grecia para establecer relaciones formales con una jurisdicción de denominación ortodoxa veterocalendarista conocida como Metrópolis de Avolona y Viottía - Sínodo del calendario patrístico, junto su Sínodo en mayo de 2011 y el 13 de julio de 2011, se estableció formalmente la comunión con su jerarca el Metropolita Anggelos de Avolona en Grecia, y junto con la Metrópolis de la "verdadera Iglesia ortodoxa de Rusia", un sínodo de corte "catacumbal". Igualmente se han llevado a cabo diálogos con el sínodo veterocalendarista de la "Iglesia ortodoxa de Grecia - Sínodo de la resistencia", presidido antiguamente por el Metropolitano Cipriano de Oropos y Fili (+2013), pero dichos diálogos están en desarrollo

## Ruptura con el Sínodo de Milán
El Sínodo de Milán, a partir del 2011 deja de operar como metrópolis de estatus veterocalendarista, tras las declaraciones del por entonces Metropolitano Evlogios, de decidir entrar en comunión con el Patriarca de Moscú, y desconocer la validez de las sucesiones apostólicas de cada uno de los obispos de los sínodos con los cuales se encontraban en comunión con este, lo que llevó por resultado el fin de toda comunión litúrgica con este grupo eclesiástico.
A partir del mes de julio del 2013, la organización conocida como "Metrópolis ortodoxa de Milán" junto con su antiguo jerarca Evlogios (Hessler) de Milán y vicarios en comunión, pese a sus previas declaraciones de unirse al patriarcado de Moscú, de haber renunciado a su dignidad episcopal, e incluso después de haberse separado de la comunión con los sínodos del antiguo calendario en Nueva York y Grecia, ha vuelto a proceder en la reconstrucción de dicha metrópolis (sin la comunión con el patriarcado de Moscú), junto con la restitución de sus estatutos episcopales, (con la excepción de aquellos obispos quienes habían rechazado la comunión con estos). Los Jerarcas de la Metrópolis autónoma de América e Islas británicas, junto con los representantes eclesiásticos de Avolona y Viottía (Grecia), y la Metrópolis katakombnik de Moscú, en respuesta inmediata de dicho cambio en las políticas de este antiguamente disuelto sínodo, han declarado condenar con título de anatema dicha reapertura sinodal (respondiendo paralelamente dichas condenas este sínodo).